# Niklas Svedberg
Niklas Svedberg (ur. 4 sierpnia 1989 w Sollentunie) – szwedzki hokeista, reprezentant Szwecji.

## Kariera
- Djurgårdens IF J18 (2004–2005)
- Djurgårdens IF J200 (2006/2007)
  -  Botkyrka HC (2006/2007)
- MODO Hockey J18 (2006/2007)
- MODO Hockey J20 (2006/2010)
- Modo Hockey (2007/2008, 2008/2009, 2009/2010)
  -  Huddinge IK (2008/2009)
- Brynäs IF (2010-2012)
  -  Mora IK (2010/2011)
- Providence Bruins (2012-2015)
- Boston Bruins (2014-2015)
- Saławat Jułajew Ufa (2015-2017)
- Iowa Wild (2017-2018)
- Timrå IK (2018-2019)
- Djurgårdens IF (2019-2023)
- Fischtown Pinguins Bremerhaven (2022-2023)

Wychowanek klubu Sollentuna HC w rodzinnym mieście. Karierę rozwijał w juniorskich zespołach klubu Djurgårdens IF. W kwietniu 2010 przeszedł z Modo do Brynäs IF. W maju 2012 podpisał kontrakt wstępujący z na występy w NHL, a w czerwcu 2014 przedłużył umowę o rok. Przez trzy lata występował jednak głównie w zespole farmerskim Providence Bruins w lidze AHL. W maju 2015 został zawodnikiem Saławatu Jułajew Ufa w rosyjskich rozgrywkach KHL. W połowie 2017 podpisał kontrakt z Minnesota Wild w NHL, jednak w sezonie 2017/2018 grał w drużynie podległej, Iowa Wild, w AHL. W czerwcu 2018 powrócił do Szwecji wiążąc się kontraktem z Timrå IK. W czerwcu 2019 został ponownie zawodnikiem Djurgårdens IF, gdzie w marcu 2020 przedłużył kontrakt o dwa lata. Pod koniec listopada 2022 został zaangażowany przez niemiecki klub Fischtown Pinguins Bremerhaven skąd odszedł w kwietniu 2023.

## Sukcesy
Klubowe
- Brązowy medal TV-Pucken: 2006 z Djurgårdens IF J18
- Złoty medal mistrzostw Szwecji: 2012 z Brynäs IF
- Emile Francis Trophy: 2013 z Providence Bruins

Indywidualne
- AHL (2012/2013):
  - Mecz Gwiazd AHL
  - Skład gwiazd pierwszoroczniaków
  - Pierwszy skład gwiazd
  - Aldege „Baz” Bastien Memorial Award - najlepszy bramkarz[12]
- KHL (2015/2016):
  - Najlepszy bramkarz tygodnia - 26 października 2015[13], 9 lutego 2016[14]
- KHL (2016/2017):
  - Trzecie miejsce w klasyfikacji średniej goli straconych na mecz w fazie play-off: 1,76

Rekord
- Najwięcej zwycięstw meczowych wśród szwedzkich bramkarzy w sezonie zasadniczym KHL: 25[15]